# Resolutie 1335 Veiligheidsraad Verenigde Naties
Resolutie 1335 van de Veiligheidsraad van de Verenigde Naties werd unaniem door de VN-Veiligheidsraad aangenomen op 12 januari 2001. Het was de eerste resolutie van dat jaar.

## Achtergrond
In 1980 overleed de Joegoslavische leider Tito, die decennialang de bindende kracht was geweest tussen de zes deelstaten van het land. Na zijn dood kende het nationalisme een sterke opmars en in 1991 verklaarde Kroatië zich onafhankelijk. Daarop volgde de Kroatische Onafhankelijkheidsoorlog, tijdens dewelke het Joegoslavische Volksleger het strategisch gelegen schiereilandje Prevlaka innam. In 1996 kwamen Kroatië en Joegoslavië overeen Prevlaka te demilitariseren, waarop VN-waarnemers van UNMOP kwamen om daarop toe te zien. Deze missie bleef uiteindelijk tot 2002 aanwezig.

## Inhoud

### Waarnemingen
In 1992 was Kroatië met de Federale Republiek Joegoslavië (Servië en Montenegro) overeengekomen het – door beide partijen betwiste – schiereiland Prevlaka te demilitariseren. Over het algemeen bleef de situatie in die gedemilitariseerde UNMOP-zone stabiel en rustig. Niettemin bleef er bezorgdheid over de schendingen van het demilitarisatieregime, de beperkte bewegingsvrijheid van de VN-waarnemers en de vertragingen in het ontmijningsprogramma.
Intussen zegden de twee landen toe de gesprekken over een definitieve oplossing voor het schiereiland zo snel mogelijk te willen hervatten.

### Handelingen
De Veiligheidsraad autoriseerde de militaire waarnemers van de VN om nog tot 15 juli te blijven toezien op de demilitarisatie van Prevlaka, overeenkomstig de resoluties 779 (1992) en 981 (1995), en de alinea's °19 en °20 van het verslag van secretaris-generaal Kofi Annan van 13 december 1995 (S/1995/1028). De partijen werden opgeroepen het demilitarisatieregime niet langer te schenden en de waarnemers volledige bewegingsvrijheid te garanderen, alsook de gesprekken te hervatten en het akkoord over de normalisatie van hun onderlinge relaties volledig uit te voeren.

## Verwante resoluties
- Resolutie 1307 Veiligheidsraad Verenigde Naties (2000)
- Resolutie 1329 Veiligheidsraad Verenigde Naties (2000)
- Resolutie 1340 Veiligheidsraad Verenigde Naties
- Resolutie 1345 Veiligheidsraad Verenigde Naties

Lijst ·  1335 ·  1336 ·  1337 ·  1338 ·  1339 ·  1340 ·  1341 ·  1342 ·  1343 ·  1344 ·  1345 ·  1346 ·  1347 ·  1348 ·  1349 ·  1350 ·  1351 ·  1352 ·  1353 ·  1354 ·  1355 ·  1356 ·  1357 ·  1358 ·  1359 ·  1360 ·  1361 ·  1362 ·  1363 ·  1364 ·  1365 ·  1366 ·  1367 ·  1368 ·  1369 ·  1370 ·  1371 ·  1372 ·  1373 ·  1374 ·  1375 ·  1376 ·  1377 ·  1378 ·  1379 ·  1380 ·  1381 ·  1382 ·  1383 ·  1384 ·  1385 ·  1386